# Ádler (Rusia)

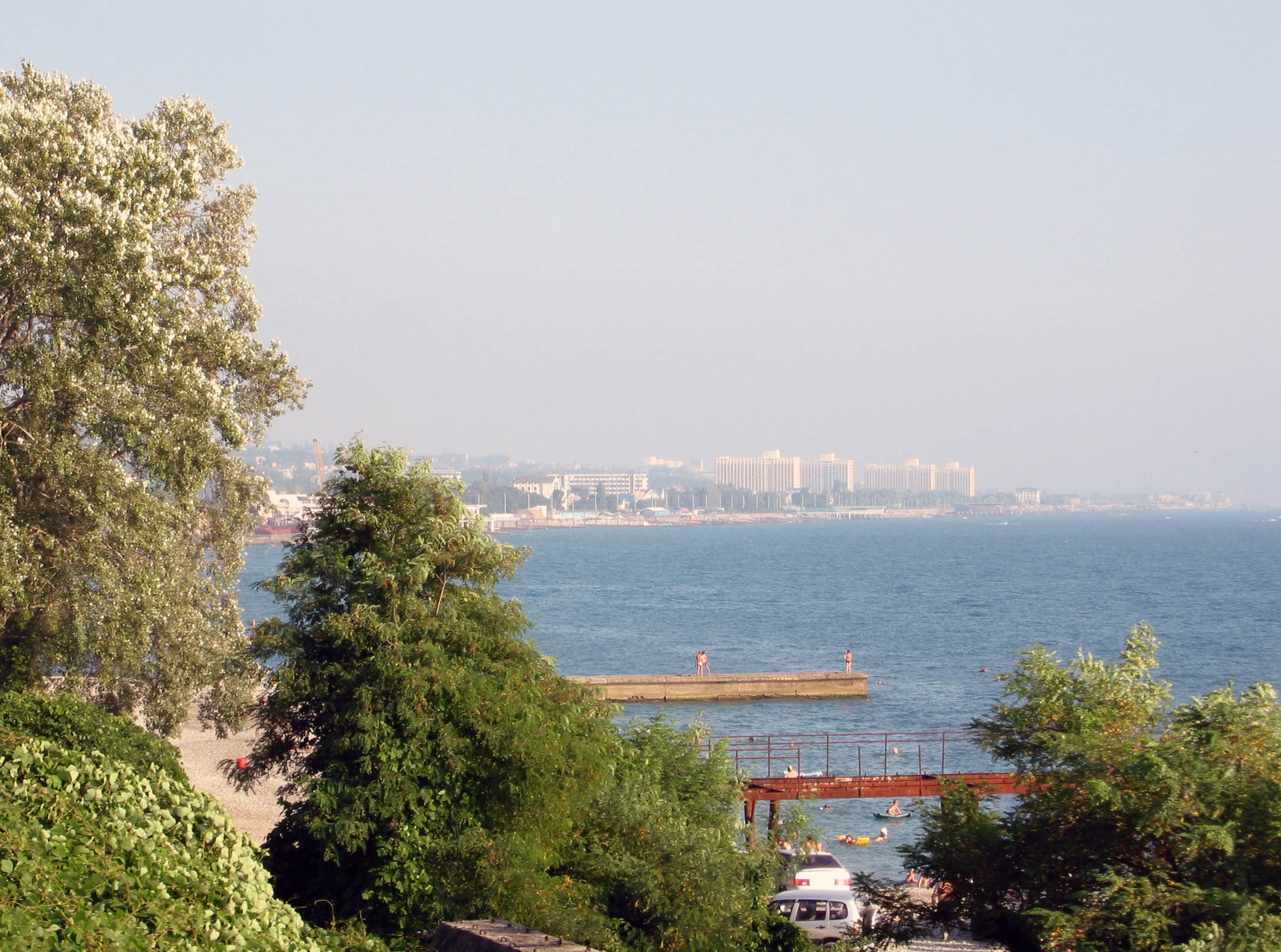
Panorama de Ádler desde Josta.

Ádler (del ruso: А́длер) es un barrio de Sochi, centro histórico y administrativo del distrito de Ádler de la unidad municipal de la ciudad-balneario de Sochi del krai de Krasnodar de Rusia. Contaba con 76 534 habitantes en 2010.
Está situado en la extensa llanura que cubre las dos orillas de la desembocadura en el mar Negro del río Mzymta, en la zona central del litoral del distrito, 23 km al sureste de la zona central de la ciudad. Por la zona occidental del microdistrito pasa el pequeño río Jerota.
En la localidad se halla el Parque Olímpico de Sochi, construido para albergar los Juegos Olímpicos de invierno de 2014.

## Historia
El 18 de junio de 1837 se construyó el fuerte ruso de Sviatogo Duja ("Espíritu Santo") en la extensa llanura de la desembocadura del río Mzymta en el mar Negro, como parte de la línea defensiva costera del mar Negro. El fuerte fue desmantelado en 1854.
Junto al fuerte se hallaba la localidad abjasia de Liesh, conocido en la época medieval, en que era una factoría genovesa, como Layso. Estas tierras, antes de estar bajo control del Imperio ruso, eran gobernadas por los príncipes sadz del clan Arebda. Los príncipes controlaban un puerto en la desembocadura del río, con el que desarrollaban el comercio con el Imperio otomano. En turco la localidad se llamaba Artlar o Arty, cuya forma rusificada sería Ádler.
En 1910 se creó el parque Drachevski (actualmente Parque Dendrológico de Cultivos del Sur (Южные культуры), en la finca del militar y político Danil Drachevski. En 1927 la localidad fue reorganizada administrativamente como asentamiento suburbano (dachas) y en 1934 como asentamiento de trabajo. El 20 de junio de ese año, con la constitución como unidad administrativa de la ciudad de Sochi, se decidió llevar el centro del anterior raión de Sochi a Ádler y rebautizar el raión como raión de Ádler.
En 1961 fue integrado en la ciudad de Sochi junto con Lázarevskoye.

## Clima
La temperatura media en la costa de abril a noviembre ronda los 20 °C y en el periodo frío, los 7 °C. La temporada de baño dura normalmente 6 o 7 meses (de mayo a noviembre).

## Lugares de interés
En la localidad destacan la iglesia de la Santísima Trinidad y la Iglesia del Espíritu Santo (ortodoxas rusas) y la Catedral de San Sargis (apostólica armenia).
También es de interés el Parque Dendrológico de Cultivos del Sur y el complejo olímpico.

## Economía y transporte
Ádler es una localidad costera con multitud de establecimientos sanatorios y alojamientos turísticos por las playas y los baños de lodo. Al norte de la localidad se halla la Reserva Nacional Natural de la Biosfera del Cáucaso.
En la zona este de la localidad se halla el Aeropuerto internacional de Sochi. La estación de Ádler, actual terminal sur del ferrocarril del Cáucaso Norte, se sitúa en la zona norte, aunque se está construyendo una nueva estación de cara a los Juegos Olímpicos de Invierno de 2014. En la antigua se planea construir una estación de autobuses. A finales de 2012 se construyó el Puerto de Sochi Imerétinski, para el suministro de las mercancías necesarias para las obras de los Juegos Olímpicos.  En el futuro se planea reconvertirlo en un puerto deportivo. El puerto de pasajeros de Sochi es el Puerto Comercial de Sochi, en la desembocadura del río Sochi en el mar Negro, en el distrito central de la ciudad.